# Maxime Carene
Maxime Carene (nacido el 7 de junio de 2001 en Fort-de-France, Martinica) es un jugador de baloncesto francés. Mide 2.08 metros de altura y juega en la posición de pívot. Pertenece a la plantilla del ECE Bulls Kapfenberg de la Österreichische Basketball Bundesliga.

## Trayectoria deportiva
Carene es un jugador formado en el Centre Fédéral de Basket-Ball con el que debutó en la NM1, la tercera división de su país durante la temporada 2016-17.
En las siguientes dos temporadas, formaría parte del Centre Fédéral de Basket-Ball y de su equipo junior.
En la temporada 2019-20, firma por el Espoirs Limoges, filial del CSP Limoges.
En la temporada 2020-21, el pívot es cedido a la Union La Rochelle de la NM1, además de debutar con el primer equipo del CSP Limoges en la LNB Pro A con el que juega dos partidos.
En la temporada 2021-22, firma por el Limburg United de la BNXT League, con el que juega 6 partidos con el filial.
En febrero de 2022, firma por el CB Estudiantes para jugar en su filial de Liga EBA, con el que participa en 12 partidos.
El 3 de agosto de 2022, firma por el San Sebastián Gipuzkoa Basket Club de la Liga LEB Oro. El pívot francés, alternaría el primer equipo con su filial, el Gipuzkoa Basket EASO de Liga EBA.
El 26 de diciembre de 2022, el club donostiarra llega a un acuerdo con el jugador para rescindir su contrato.

## Selección nacional
Es un habitual en las categorías inferiores de la Selección de baloncesto de Francia. 